# Johnny Wactor
John William Wactor III, detto Johnny Wactor (Charleston, 31 agosto 1986 – Los Angeles, 25 maggio 2024) è stato un attore statunitense, noto per i ruoli di Brando Corbin in General Hospital e di Johnny in Siberia.

## Biografia

### Origini
Nato il 31 agosto 1986 a Charleston (Carolina del Sud), crebbe, insieme ai fratelli Lance e Grant, a Summerville (Carolina del Sud) e si laureò al College of Charleston nel 2009.

### Carriera
Dopo la laurea, Wactor si trasferì a Los Angeles dove iniziò la sua carriera di attore. Esordì nel 2007 nella serie televisiva Army Wives - Conflitti del cuore, dove rimase fino al 2009. Nel 2013 interpretò Johnny nella serie Siberia. Nel 2016 prese parte al film USS Indianapolis nel ruolo di Connor. La svolta arrivò nel 2020 quando egli entrò nel cast principale della soap opera General Hospital, interpretando il ruolo di Brando Corbin fino al 2022. Nel 2023 recitò nel film Supercell. Durante la sua carriera apparve come guest star in altre serie televisive come Hollywood Girl, Agent X, Animal Kingdom, Training Day, Criminal Minds, Le sorelle dello sposo, NCIS - Unità anticrimine, The OA, Westworld - Dove tutto è concesso e Station 19.

### Morte
Wactor venne ucciso la notte del 25 maggio 2024, all'età di 37 anni, al largo di Pico Boulevard, nel centro di Los Angeles, da tre uomini intenti a rubare la marmitta della sua auto, fuggiti subito dopo avergli sparato. Portato in un ospedale, fu dichiarato morto poco dopo. L'attore negli ultimi tempi lavorava come barista. Il funerale di Johnny Wactor si tenne presso la chiesa battista di Summerville a Summerville, nella Carolina del Sud, il 16 giugno 2024, tre settimane dopo la sua uccisione. Il 15 agosto 2024, quattro uomini furono arrestati in relazione all'omicidio di Wactor. Quattro giorni dopo, i pubblici ministeri accusarono due degli uomini, associati a una gang di strada di South Los Angeles, di omicidio; gli altri due uomini furono accusati di reati minori.

## Filmografia

### Cinema
- USS Indianapolis (2016)
- Supercell (2023)

### Televisione
- Army Wives - Conflitti del cuore (Army Wives) – serie TV, 3 episodi (2007-2009)
- Hollywood Girl – serie TV, 8 episodi (2010-2016)
- Siberia – serie TV, 11 episodi (2013)
- Agent X – serie TV, 1 episodio (2015)
- Vantastic – serie TV, 3 episodi (2016)
- Animal Kingdom – serie TV, 1 episodio (2016)
- Training Day – serie TV, 1 episodio (2017)
- Criminal Minds – serie TV, 1 episodio (2017)
- Le sorelle dello sposo – film TV (2017)
- Struggling Servers – serie TV, 1 episodio (2017)
- Age Appropriate – serie TV, 3 episodi (2017-2018)
- Disillusioned – film TV (2018)
- NCIS - Unità anticrimine (NCIS) – serie TV, episodio 16x12 (2019)
- The OA – serie TV, 1 episodio (2019)
- Westworld - Dove tutto è concesso (Westworld) – serie TV, 2 episodi (2020)
- The Passenger – serie TV, 3 episodi (2020)
- General Hospital – serie TV, 164 episodi (2020-2022)
- Station 19 – serie TV, 1 episodio (2023)
- Barbee Rehab – serie TV, 7 episodi (2023)

## Doppiatori italiani
Nelle versioni in italiano delle opere in cui recitò, Johnny Wactor fu doppiato da:
- Gianfranco Miranda in USS Indianapolis
- Marco Vivio in Criminal Minds
- Gianluca Cortesi in NCIS - Unità anticrimine
- Giorgio Borghetti in Station 19